# یواس‌اس رابرت جی بردلی (اف‌اف‌جی-۴۹)
یواس‌اس رابرت جی بردلی (اف‌اف‌جی-۴۹) (به انگلیسی: USS Robert G. Bradley (FFG-49)) یک کشتی است که طول آن ۴۵۳ فوت (۱۳۸ متر), در کل می‌باشد. این کشتی  در سال ۱۹۸۳ ساخته شد.